# Jeok
El jeok o dangjeok és una flauta travessera vertical de bambú utilitzada a la música coreana tradicional. És lleugerament més petita que un altre instrument de la mateixa família, el junggeum, el joek és d'origen xinès. El seu nom prové de la Dinastia Tang xinesa, dangjeok es tradueix com "flauta travessera de bambú Tang." El jeok és un aeròfon amb un so clar i brillant, amb una tessitura d'una octava i mitja segons els tractats antics de música coreana, els akhakgwebeom. Sovint es toca acompanyada del llaüt corea i el xilòfon. Remodelada per ampliar la gamma, és feta de bambú groc o bambú malalt, i posseeix un forat de l'embocadura i set forats per a la digitació, encara que el setè forat no se sol utilitzar. Dels instruments tradicionals i actuals d'origen coreà, el jeok té el to més alt.